# Кубок России по современному пятиборью среди женщин 2021
Кубок России по современному пятиборью среди женщин 2021 года проходил в Москве с 27 по 31 января. Медали разыгрывались в личном и командном первенстве.
Было проведено два полуфинала по 18 спортсменок соревновались по четырем видам (фехтование, плавание и комбайн), представлявшие 7 регионов и городов России. В финале 24 пятиборки боролись за Кубок России. 
Главный судья - судья всероссийской категории, заслуженный тренер России Карташов Алексей Михайлович. Главный секретарь - судья всероссийской категории Кротова Любовь Юрьевна. 

## Личное первенство.
30 января 2021г.Финал.
- Плавание. Первый вид программы, плавание, убедительно выиграла Губайдуллина. Ближайшую соперницу, Екатерину Галухину, она опередила более, чем на 3,5 секунды.

- Фехтование. Второй вид соревнований выиграла обладательница лицензии на Олимпиаду в Токио Аделина Ибатуллина, на счету которой оказалось 19 побед и 274 очка. Она и возглавила турнирную таблицу после двух видов программы, опережая Губайдуллину на 7 баллов, Хамппу (Санкт-Петербург)– на 23, и Галухину – на 30.

- Конкур. В верховой езде Ибатуллина была безупречна – 300 баллов. Такой же результат показали Анастасия Чистякова и Ксения Фральцова. Губайдуллина получила 13 штрафных очков. Это позволило ей сохранить за собой второе место, однако для того, чтобы включиться в борьбу за «золото», ей нужно было в лазер-ране отыгрывать у лидера турнира Ибатуллиной 20 секунд.

- Комбайн. Губайдуллина в лазер-ране она показала лучший результат – 11.58, опередив на финише Аделину Ибатуллину на 33 секунды и сохранила Кубок России за собой. Напомним, что и в прошлом году она была обладательницей этого трофея. Ибатуллина – вторая, а на третье место, благодаря прекрасному выступлению в беге со стрельбой, сумела подняться Ульяна Баташова.

- Победитель и призеры.

| Дисциплина        | Золото                                                                             | Серебро                            | Бронза                                      |
| Личное первенство | Гульназ Губайдуллина · Московская область · Ямало-Ненецкий автономный округ · 1413 | Аделина Ибатуллина · Москва · 1380 | Баташова Ульяна · Московская область · 1350 |

- Итоговая таблица. Личное первенство.

| Место | Спортсмен           | Город              | Плавание Результат/очки | Фехтование Очки/победы/поражения | Конкур | +Комбайн Результат/очки | Сумма очков |
| ----- | ------------------- | ------------------ | ----------------------- | -------------------------------- | ------ | ----------------------- | ----------- |
| 1.    | Баташова Ульяна     | Московская область | 2.08,12/294             | 250/16V-7D                       | 287    | 11.58,0/582             | 1413        |
| 2.    | Аделина Ибатуллина  | Москва             | 2.16,79/277             | 274/19V-4D                       | 300    | 12.51,0/529             | 1380        |
| 3.    | Баташова Ульяна     | Московская область | 2.17,80/275             | 202/10V-13D                      | 293    | 12.00,0/580             | 1350        |
| 4.    | София Козлова       | Москва             | 2.21,20/268             | 242/15V-8D                       | 280    | 12.25,0/555             | 1345        |
| 5.    | Анастасия Чистякова | Московская область | 2.23,93/263             | 218/12V-11D                      | 300    | 12.29,0/551             | 1332        |
| 6.    | Ксения Фральцова    | Московская область | 2.12,99/285             | 202/10V-13D                      | 300    | 12.49,0/531             | 1318        |
| 7.    | Анна Епифанова      | Московская область | 2.21,37/268             | 210/11V-12D                      | 280    | 12.30,0/550             | 1308        |
| 8.    | Ксения Санина       | Москва             | 2.16,82/277             | 210/11V-12D                      | 271    | 12.31,0/549             | 1307        |

## Командное первенство.
| Дисциплина           | Золото                                                                            | Серебро                                                       | Бронза                                                                     |
| Командное первенство | Московская область · Гульназ Губайдуллина · Баташова Ульяна · Анастасия Чистякова | Москва · Аделина Ибатуллина · София Серкина · Мария Самойлова | Нижегородская область · Кокрякова Алена · Полина Баршенцева · Анна Хохлова |

- Командное первенство. Итоговые результаты.

| Место | Город                 | Спортсмен                                                | Сумма очков |
| ----- | --------------------- | -------------------------------------------------------- | ----------- |
| 1.    | Московская область    | Гульназ Губайдуллина Баташова Ульяна Анастасия Чистякова | 4095        |
| 2.    | Москва                | Аделина Ибатуллина София Серкина Мария Самойлова         | 4032        |
| 3.    | Нижегородская область | Кокрякова Алена Полина Баршенцева Анна Хохлова           | 3355        |
| 4.    | Ростовская область    | Сухинская Ирина Лопаткина Дарья Сергеева Юлия            | 3210        |
| 5.    | Санкт-Петербург       | Волкова Ульяна Мария Хампу Фандо Диана                   | 3467        |
| 6.    | Челябинская область   | Дадыкина Анастасия Нартова Юлия                          | 1693        |
| 7.    | Самарская область     | Утина Екатерина                                          | 882         |